# 2012-es New Haven Open
A 2012-es New Haven Open női tenisztornát a Connecticut állambeli New Havenben rendezték meg 2012. augusztus 19. és 25. között. A verseny Premier kategóriájú volt, a mérkőzéseket kemény pályán játszották, 2012-ben 15. alkalommal.

## Győztesek
Az egyéni versenyt a cseh Petra Kvitová nyerte meg, a fináléban 7–6(9), 7–5-re legyőzve az orosz Marija Kirilenkót. Kvitova a kilencedik tornagyőzelmét szerezte meg pályafutása során. 2012-ben második alkalommal tudott nyerni, két héttel korábban a montreali Premier 5-ös versenyen sem talált legyőzőre.
Párosban a Liezel Huber–Lisa Raymond-kettős bizonyult a legjobbnak, a döntőben 4–6, 6–0, [10–4]-re legyőzve az Andrea Hlaváčková–Lucie Hradecká-duót. A két amerikai játékos az ötödik közös tornáját nyerte meg 2012-ben, legutóbb márciusban, Indian Wellsben tudtak diadalmaskodni. Összességében Raymond már a hetvenkilencedik, Huber pedig az ötvenharmadik WTA-címét szerezte meg párosban.

## Döntők

### Egyéni
Petra Kvitová –  Marija Kirilenko 7–6(9), 7–5

### Páros
Liezel Huber /  Lisa Raymond –  Andrea Hlaváčková /  Lucie Hradecká 4–6, 6–0, [10–4]

## Világranglistapontok
| Eredmény           | Egyéni | Páros |
| ------------------ | ------ | ----- |
| Győzelem           | 470    | 470   |
| Döntő              | 320    | 320   |
| Elődöntő           | 200    | 200   |
| Negyeddöntő        | 120    | 120   |
| 16 között          | 60(1)  | 1     |
| 32 között          | 1      | –     |
| Főtáblára jutás    | 20     | –     |
| Selejtező (döntő)  | 12     | –     |
| Selejtező (2. kör) | 8      | –     |
| Selejtező (1. kör) | 1      | –     |

## Pénzdíjazás
A torna összdíjazása 637 000 amerikai dollár volt. Az egyéni bajnok 107 000 dollárt, a győztes páros együttesen 33 000 dollárt kapott.
| Eredmény           | Egyéni    | Páros    |
| ------------------ | --------- | -------- |
| Győzelem           | 107 000 $ | 33 000 $ |
| Döntő              | 57 000 $  | 17 600 $ |
| Elődöntő           | 30 500 $  | 9600 $   |
| Negyeddöntő        | 16 375 $  | 4900 $   |
| 16 között          | 8800 $    | 2650 $   |
| 32 között          | 4800 $    | –        |
| Selejtező (döntő)  | 2550 $    | –        |
| Selejtező (2. kör) | 1375 $    | –        |
| Selejtező (1. kör) | 750 $     | –        |